# Belebtschlammverfahren

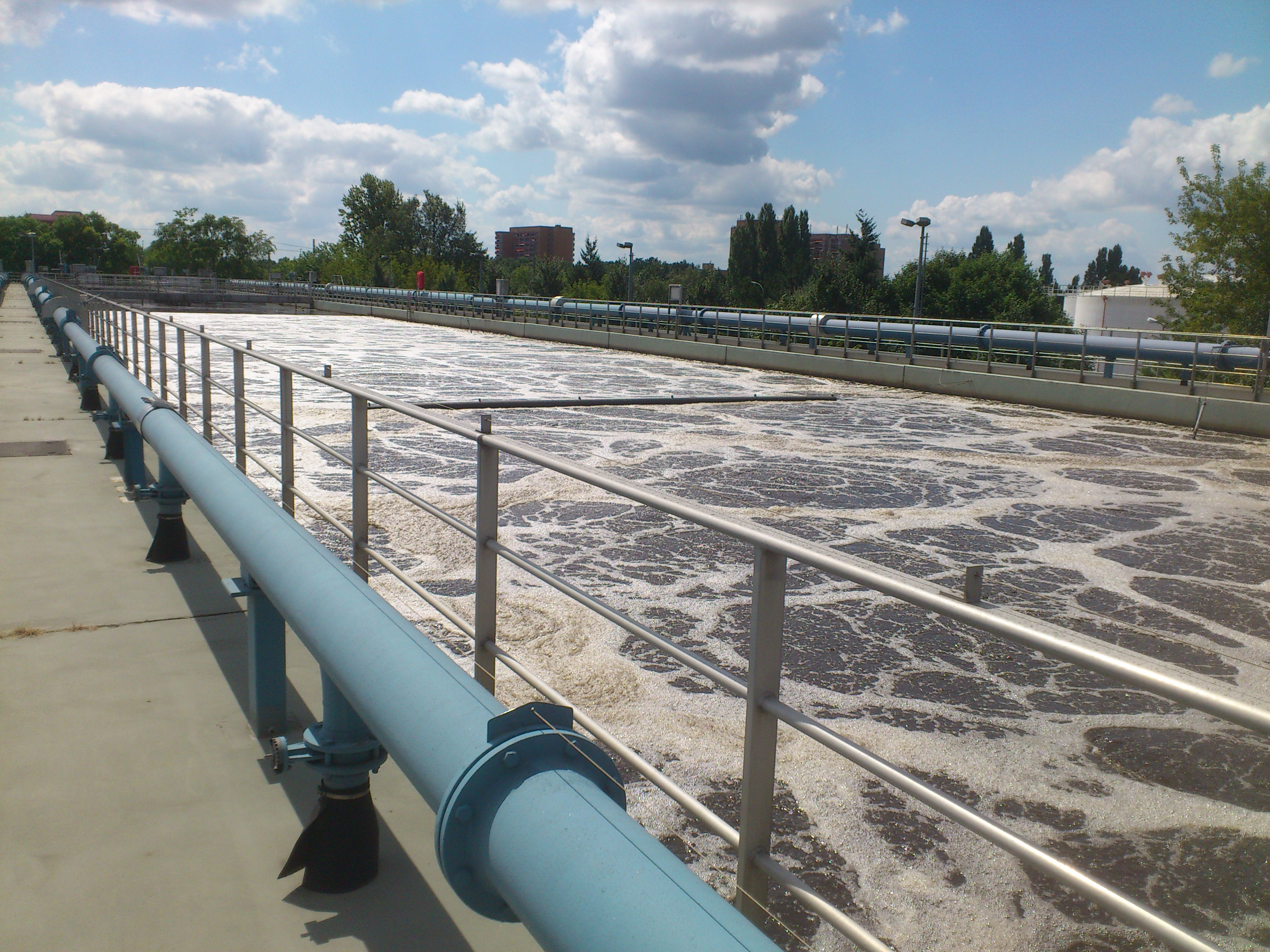
Belebungsbecken Klärwerk Ruhleben

Das Belebtschlammverfahren (auch kurz Belebungsverfahren; englisch activated sludge process) ist ein Verfahren zur biologischen Abwasserreinigung in Kläranlagen. Dabei wird das zumeist kommunale Abwasser durch die Stoffwechsel-Aktivität von aeroben chemoorganoheterotrophen Mikroorganismen, dem sogenannten Belebtschlamm, weitestgehend von organischen Verunreinigungen befreit, also gereinigt. Das Verfahren setzt nach der mechanischen Vorreinigung des Abwassers an. Für kommunale Abwässer gehört dieses Verfahren zu den klassischen intensiven Aufbereitungsverfahren. Vorteilhaft ist die allgemeine Verwendbarkeit und die gute Reinigungswirkung für Abwässer zur Verminderung der Gehalte an Schwebstoffen, dem Chemischen Sauerstoffbedarf (CSB), dem Biochemischen Sauerstoffbedarf (BSB5) und den Stickstoffverbindungen (N). Hauptnachteile sind die hohen Investitionskosten, der hohe Energiebedarf und die Empfindlichkeit gegen hydraulische Überlastung.

## Verfahrensgrundlagen

Belebtschlammverfahren im Durchlaufbetrieb

Anlagen nach dem Belebtschlammverfahren können sowohl kontinuierlich d. h. im Durchlaufbetrieb als auch diskontinuierlich (Batch-Betrieb; engl.: batch process) betrieben werden. Gemeinsam ist bei allen Varianten, dass im Wasser suspendierte Bakterienmasse ("Belebtschlamm") die biologische Reinigung des Abwassers übernimmt. Bei der klassischen Konfiguration mit kontinuierlichem Betrieb besteht das Belebungsverfahren aus drei Hauptkomponenten: Dem Belebungsbecken, dem Nachklärbecken sowie der Rücklaufschlammförderung. Zulauf und Rücklaufschlamm aus dem Nachklärbecken gelangen zunächst in das Belebungsbecken, in dem das Gemisch aus Abwasser und Belebtschlamm belüftet wird. Hier finden die biologischen Vorgänge statt. Von hier fließt das Schlamm-Wasser-Gemisch in das Nachklärbecken oder Absetzbecken zur Schlammabtrennung. Der Belebtschlamm wird im Nachklärbecken vom gereinigten Abwasser durch Sedimentation getrennt, durch sein Eigengewicht eingedickt, am Beckenboden abgezogen und (zum größten Teil) als sogenannter Rücklaufschlamm in das Belebungsbecken zurückgefördert. Dadurch wird eine hohe Belebtschlammkonzentration im Belebungsbecken und somit eine hohe Leistungsfähigkeit des Verfahrens erreicht. Das gereinigte und vom Belebtschlamm weitgehend befreite Abwasser verlässt das Nachklärbecken dabei oben über ein Überlaufwehr.
Die im Rohabwasser enthaltenen Stoffe dienen den Bakterien im Belebtschlamm als Nahrung, so dass ständig neue Bakterien nachwachsen. Deshalb wird ein kleinerer Teil des Schlammes aus dem Nachklärbecken als "Überschussschlamm" abgezogen, um die Schlammkonzentration im Belebungsbecken weitgehend konstant zu halten. Dieser wird als Klärschlamm entsorgt.
Zur Verfahrensführung auf Kläranlagen können auch mehrere biologische Stufen hintereinander geschaltet werden (Belebungsbecken I, Zwischenklärbecken, Belebungsbecken II, Nachklärbecken). Der im Zwischenklärbecken abgesetzte Schlamm wird als Rücklaufschlamm in das erste Belebungsbecken gefördert, jener des Nachklärbeckens in das zweite Belebungsbecken. Somit entstehen unterschiedliche Biozönosen in den beiden Stufen. Die höher belastete erste Stufe kann sich auf leicht abbaubare Substanzen bzw. Adsorption ohne Abbau spezialisieren, jene der zweiten Stufe auf schwer abbaubare Stoffe und die Nitrifikation (Ammoniumoxidation zu Nitrat).
Beim diskontinuierlichen oder Batch-Betrieb laufen die einzelnen Phasen des Belebungsverfahrens (Befüllung, Belüftung, Abtrennung, Entleerung) in nur einem Becken zeitlich nacheinander ab (siehe Abbildung).
Die Belüftung des Abwasser-Belebtschlamm-Gemisches kann durch Oberflächenbelüfter, durch Einblasen von Druckluft oder durch Begasung mit Reinsauerstoff erfolgen. Dabei ist darauf zu achten, dass die Belüftung sowohl hinsichtlich der eingetragenen Menge als auch in Bezug auf die gleichmäßige Verteilung (vollständige Durchmischung) des Sauerstoffs ausreichend ausgelegt ist, um den für die biologischen Abbauprozesse notwendigen Sauerstoffbedarf der Mikroorganismen im gesamten Volumen des Belebungsreaktors zu decken. Neben der biologischen Oxidation von Kohlenwasserstoffverbindungen wird der Sauerstoff bei der Oxidation von Stickstoff- und Phosphorverbindungen verbraucht.
Im Becken sollten dabei grundsätzlich Sauerstoffgehalte von ca. 2 mg/l vorliegen sofern nicht eine besondere Strategie zur Denitrifikation (Umwandlung von NO3− zu N2) notwendig ist. Die Belüftungssteuerung kann durch Sauerstoffsonden oder komplexe Regelmechanismen unter Berücksichtigung der Nitrifikation/Denitrifikation (Zeit-Pausensteuerung, Redox-Potential, ON-LINE Messung NH4, NO3) erfolgen.
Die Regelung der Leistung der Belüftung erfolgt bei Druckluftbelüftung durch Ein- und Ausschalten bzw. Drehzahlregelung der Gebläse/Kompressoren. Bei Oberflächenbelüftern werden zur Änderung des O2 Eintrags ebenfalls die Belüfter ein- oder ausgeschaltet oder die Drehzahl verändert. Es kann auch die Eintauchtiefe der Rotoren/Kreisel durch Veränderung des Wasserspiegels in den Becken zur Regelung des Sauerstoffeintrags verändert werden, was heute aber nur noch selten praktiziert wird.
Als Beckenformen für Belebungsbecken kommen Umlaufbecken, quadratische oder längliche Formen oder vertikale Airlift-Reaktoren in Frage. Je nach betrieblichem Erfordernis (z. B. Auftrennung von belüfteten und unbelüfteten Becken zur Denitrifikation) können mehrere Becken vorgesehen werden.
Die Bemessung der Anlagen erfolgt nach dem Schlammalter, das ist die mittlere Aufenthaltsdauer des Bakterienschlammes im System. Damit kann sichergestellt werden, dass ausreichend Zeit besteht, um auch langsam wachsende Bakterien, wie die Nitrifikanten, zu halten. Das Schlammalter ist grundsätzlich nicht die hydraulische Aufenthaltsdauer, da die Schlammwirtschaft durch den Rückhalt des Schlammes im Nachklärbecken in Grenzen von der Hydraulik entkoppelt ist. Das Schlammalter ist somit von der Schlammmenge im System und dem täglichen Überschussschlammanfall wegen des Biomassewachstums abhängig. Die klassischen Bemessungsparameter Raumbelastung und Schlammbelastung (BSB5 je kg TS,Tag) können aus dem Schlammalter abgeleitet werden.
Zumeist können aus Gründen der Abtrennungsleistung im Nachklärbecken Schlammkonzentrationen von 3 bis 5 g Trockensubstanz je Liter im Belebungsbecken gehalten werden. Für die heute übliche Reinigung mit Nitrifikation und Denitrifikation sind bei den in Mitteleuropa üblichen niedrigen Temperaturen Schlammalter von 15 bis 25 Tagen erforderlich.
Die Oberfläche des Nachklärbeckens wird je nach den zu erwartenden Schlammabsetzeigenschaften bemessen.

### Mathematische Beschreibung der Vorgänge in Belebtschlammanlagen
Die ersten biologischen Kläranlagen wurden über Erfahrungswerte aus der Praxis ausgelegt. Bei Betrieb dieser Anlagen wurden durch laufende Erfassung der tatsächlichen Betriebswerte die Zielgrößen überprüft. Durch Auswertung konnte die Prozessführung in den Anlagen optimiert werden und man erhielt teilweise auch mathematisch verknüpfte neue Kennzahlen statt der ursprünglichen nur empirischen Daten. Waren diese älteren Kennzahlen in den ATV 131-Vorgaben für die Auslegung von biologischen Abwasseraufbereitungsanlagen fast nur auf empirisch ermittelte Praxiswerte bezogen, so wurden diese über die Feinanalysen der Praxiswerte immer weiter verbessert. Es wurden mathematische Zusammenhänge erkannt, die eine zunehmende bessere Wirtschaftlichkeit für Auslegung und Betrieb der Anlagen ermöglichen. Die ursprüngliche „ATV 131“ entwickelte sich zur aktuellen „DWA-A 131“, die um zusätzliche Arbeitsblätter und weitere Vorgaben wie „ATV-M 210“ und „DWA- M 210“ ergänzt wird.
Die Prozesse in Kläranlagen können mathematisch durch ihre Reaktionskinetik (siehe auch Michaelis-Menten-Theorie insbesondere für die biochemischen Vorgänge) und Hydraulik beschrieben werden. Dies ist insbesondere für die Vorgänge im Belebungsbecken möglich. Die komplizierten Vorgänge im Nachklärbecken (Flockenbildung, Eindickung, Absetzen, Strömungen etc.) sind wesentlich schwieriger mathematisch zu fassen.
Obwohl bereits instationäre Modelle des Belebtschlammverfahrens entwickelt wurden, wird bei der Bemessung zumeist auf stationäre Annahmen insbesondere zur Auslegung nach dem Schlammalter, das heißt der mittleren Aufenthaltszeit des Belebtschlamms, zurückgegriffen. Damit soll sichergestellt sein, dass alle für den Prozess notwendigen Bakterienarten im System überleben (und wachsen) können.
Diese Bemessungsverfahren greifen entweder auf
- den BSB5 und die bei seinem Abbau auftretende Überschussschlammproduktion bzw. den entstehenden Sauerstoffverbrauch oder
- auf den CSB zurück. Der CSB lässt sich in der Kläranlage exakt bilanzieren. Sowohl die Abwasserbelastung, die Schlammproduktion, der Schlammgehalt als auch der Sauerstoffverbrauch lassen sich in den Einheiten des CSB ausdrücken.

### Nitrifikation und Entfernung von Stickstoff (Denitrifikation)
Ammonium kann toxisch auf aquatische Lebewesen wirken (insbesondere bei der Umwandlung von Ammonium zu Ammoniak). Zudem findet auch in Gewässern Nitrifikation statt, die zur Sauerstoffzehrung führt.
Des Weiteren sind Nitrat und Ammonium eutrophierende (düngende) Nährstoffe, die die Gewässer beeinträchtigen können.
Aus diesen Gründen ist Nitrifikation sowie in vielen Fällen eine Stickstoffentfernung erforderlich.
Da nicht der gesamte im üblichen Rohabwasser enthaltene Stickstoff in den Überschussschlamm durch Assimilation eingebunden wird, sind zur Stickstoffentfernung zwei spezielle Prozessschritte notwendig:
a) Nitrifikation: Oxidation des Ammonium-Stickstoffs und des organisch gebundenen Stickstoffs zu Nitrat. Dies setzt entsprechende (langsamwachsende) Bakterien (die Nitrifikanten) und ausreichend gelösten Sauerstoff voraus. Die Nitrifikation ist sehr sensibel im Hinblick auf Hemmstoffe und kann bei schlecht gepufferten Wässern zu einer pH-Wert-Verschiebung führen.
Die Nitrifikation erfolgt in folgenden Schritten:
1) Bildung von Nitrit:
{\displaystyle \mathrm {\ NH_{4}^{+}+1,5\ O_{2}\longrightarrow \ NO_{2}^{-}+2H^{+}+H_{2}O+Energie} }
2) Bildung von Nitrat:
{\displaystyle \mathrm {\ NO_{2}^{-}+0,5\ O_{2}\longrightarrow \ NO_{3}^{-}+Energie} }
das ergibt in Summe:
{\displaystyle \mathrm {\ NH_{4}^{+}+2\ O_{2}\longrightarrow \ NO_{3}^{-}+2H^{+}+H_{2}O+Energie} }
Dabei fällt ein Sauerstoffverbrauch von 4,33 g O2 pro g N an. Es wächst Nitrifikantenbiomasse im Ausmaß von 0,24 g CSB pro g N zu (Zellertrag, engl. Yield). Ein Gramm CSB (Chemischer Sauerstoffbedarf) entspricht 1,42 g organischer Trockensubstanz.
Die Nitrifikation ist mit einer Produktion von Säure verbunden (H+). Somit wird die Pufferkapazität des Wassers belastet bzw. es kann gegebenenfalls eine pH-Wert-Verschiebung eintreten, die den Prozess beeinträchtigt.
b) Denitrifikation: Reduktion von Nitrat-Stickstoff zu molekularem Stickstoff, der aus dem Abwasser in die Atmosphäre entweicht. Dieser Schritt kann durch die in Kläranlagen üblich lebenden Mikroorganismen erfolgen. Diese nutzen jedoch das Nitrat nur dann als Elektronenakzeptor (als Oxidans), wenn kein gelöster Sauerstoff vorhanden ist (anoxische Verhältnisse).
Die Denitrifikation erfolgt technisch betrachtet in einem Schritt:
{\displaystyle \mathrm {\ 2\ NO_{3}^{-}+2\ H^{+}+10\ [H]\longrightarrow \ N_{2}+6\ H_{2}O} }
Ein Gramm NO3-N ist somit als Oxidans 2,86 g O2 äquivalent und steht für die Oxidation von Substrat (z. B. Kohlenstoffverbindungen aus dem Rohabwasser) zur Verfügung. Um die Denitrifikation im Belebtschlammverfahren ablaufen zu lassen, muss daher auch eine Elektronenquelle, ein Reduktans vorhanden sein, die ausreichend Nitrat zu N2 reduzieren kann. Wenn im Rohabwasser zu wenig Substrat vorhanden ist, kann dieses künstlich zugesetzt werden (z. B. Methanol). Zudem wird bei der Denitrifikation die bei der Nitrifikation aufgetretene Veränderung der H+-Konzentration (pH-Wert-Verschiebung) korrigiert. Dies ist insbesondere bei schlecht gepufferten Wässern von Bedeutung.
Die Prozesse Nitrifikation und Denitrifikation benötigen somit in Summe 1,5 g O2 um ein Gramm TKN (Total-Kjeldahl-Stickstoff, org. N + NH4-N) in N2 umzusetzen.
Die Nitrifikation und die Denitrifikation stehen im Hinblick auf die erforderlichen Umweltbedingungen in erheblichem Widerspruch. Die Nitrifikation benötigt Sauerstoff (oxische Verhältnisse) und CO2 (Nitrosomonas und Nitrobacter sind chemolithoautotrophe Mikroorganismen). Die Denitrifikation erfolgt nur unter Abwesenheit von gelöstem Sauerstoff (anoxische Verhältnisse) und bei ausreichender Versorgung mit oxidierbaren Stoffen. Dieses „Dilemma“ kann durch folgende Verfahren gelöst werden:

Verfahren zur Denitrifikation in einstufigen Kläranlagen nach dem Belebtschlammverfahren

(A) simultane Denitrifikation: intermittierender Betrieb durch Ein- und Ausschalten der Belüftung. Eventuell ist ein Umwälzaggregat zur Durchmischung erforderlich oder Betrieb eines Umlaufbeckens. Der Sauerstoffgehalt wird so geregelt, dass in Teilen des Beckens kein gelöster Sauerstoff vorhanden ist.
(B) Bei der vorgeschalteten Denitrifikation wird das erste Becken anoxisch betrieben und aus dem sauerstoffreichen zweiten Becken das Schlamm/Abwassergemisch zurückgepumpt. Somit ist ausreichend Kohlenstoff aus dem Zulauf zum ersten Becken und Nitrat aus dem Rücklauf vorhanden. Die Rücklaufraten betragen ein mehrfaches des Zulaufes.
(C) nachgeschaltete Denitrifikation: Im ersten Becken wird nitrifiziert, im zweiten wird denitrifiziert. Dort fehlen jedoch die organischen Stoffe, die bereits im ersten Becken parallel zur Nitrifikation mit Sauerstoff veratmet wurden. Es ist daher die Zugabe organischer Stoffe (z. B. Methanol, Melasse oder Acetat) erforderlich. Dieses Verfahren ist wegen der hohen Kosten einer Substratzugabe ungebräuchlich.
Ein besonderes Problem stellt die Stickstoffentfernung in mehrstufigen Anlagen dar. Da in der ersten Stufe die organischen Stoffe weitgehend entfernt werden, und in der zweiten nitrifiziert wird, fehlen in der dritten Stufe organische Stoffe als Elektronenquellen zur Denitrifikation. Dies lässt sich nur durch kluge Teilstromlösungen und Rückläufe aus der zweiten in die erste Stufe lösen.

### Entfernung von Phosphat
In der Praxis kann Phosphat sowohl chemisch durch Fällung mit diversen Eisen- und Aluminiumsalzen wie auch biologisch durch Einbindung in die Biomasse entfernt werden. Obwohl mit der Fällung durch Metallsalze der Nährstoff Phosphat ausreichend eliminiert wird, strebt die moderne Betriebsführung von Kläranlagen alternative Wege zur Phosphatentfernung zur Einsparung von Fällmitteln an. Durch gezielte Betriebsführung können Bakterienbiomassen gezüchtet werden, die vermehrt Phosphat in die Biomasse aufnehmen und somit aus dem Abwasser entfernen. Es muss jedoch im Zuge der Schlammbehandlung darauf geachtet werden, dass eine Rücklösung dieses Phosphats in der Schlammlinie (Eindicker, Faulraum) vermieden wird. Von der Vielzahl der in der Praxis verwendeten Verfahren für die biologische Phosphatentfernung gehören zu den bekannteren folgende:
- Bardenpho-Verfahren
- modifiziertes UTC-Verfahren
- A2/O-Verfahren und das
- Phorodox-Verfahren

Bei allen Verfahren werden zum Teil in etwas anderer Reihenfolge und unterschiedlicher Anzahl von Becken anaerobe und aerobe Stufen mit Schlammrückführung und der abschließenden Endklärung kombiniert. In der biologischen Stufe kann zur Unterstützung der Phosphataufnahme in die Biomasse je nach Verfahren auch ein kleines, hochbelastetes Becken vor dem eigentlichen Belebungsbecken eingegliedert (Selektor) sein.

### Betriebliche Probleme

#### Blähschlamm
Die Abtrennung der Biomasse im Nachklärbecken stellt einen fundamentalen Bestandteil des Belebungsverfahrens dar. Zumeist bilden sich ausreichend absetzbare, mit „guter“ Flockenstruktur versehene Belebtschlämme. Unter Umständen gewinnen jedoch fadenförmige Mikroorganismen einen Wachstumsvorteil und führen zu extrem schlechten Absetzeigenschaften. Belebtschlamm mit einem Schlammindex von > 150 ml/g und starker Fädigkeit wird als Blähschlamm bezeichnet. In Folge tritt massiver Biomasseverlust aus dem Nachklärbecken („Schlammabtrieb“) auf. Der Biomassegehalt im System sinkt, die Reinigungsleistung nimmt ab. Eine solche Betriebsstörung ist besonders lästig und kann sehr kostenintensive Folgen haben.
Ein besonderer Grund für die Bildung von Blähschlamm in unterbelasteten Kläranlagen ist neben anderen Fadenbakterien auch häufig der Mikroorganismus Microthrix parvicella, der oftmals als zusätzliche Belastung zum Schäumen des Faulbehälterinhaltes führt.
Häufige Ursachen sind Nährstoffmangel (N, P) und leicht abbaubares oder angefaultes Abwasser (Lebensmittelindustrie). Zwischen dem Phosphor-Stickstoff-Verhältnis der Feststoffe im Schlamm und dem Schlammindex besteht ein Zusammenhang. Bei einem P/N-Verhältnis von < 30 % steigen Fädigkeit und Schlammindex bis zur Blähschlammbildung an, während dies bei einem Verhältnis > 35 % in der Regel nicht mehr der Fall ist. Durch Zugabe beschwerender Fällmittel wie beispielsweise einer Eisenchloridsulfatlösung (FeClSO4), Verkürzung der Aufenthaltsdauer im Vorklärbecken, Zugabe von Nährstoffen und Änderungen der Verfahrensführung (z. B. Einsatz von Selektoren, siehe Phosphorentfernung) können Ursachen und Auswirkungen der Blähschlammbildung bekämpft werden.

#### Schwimmschlamm

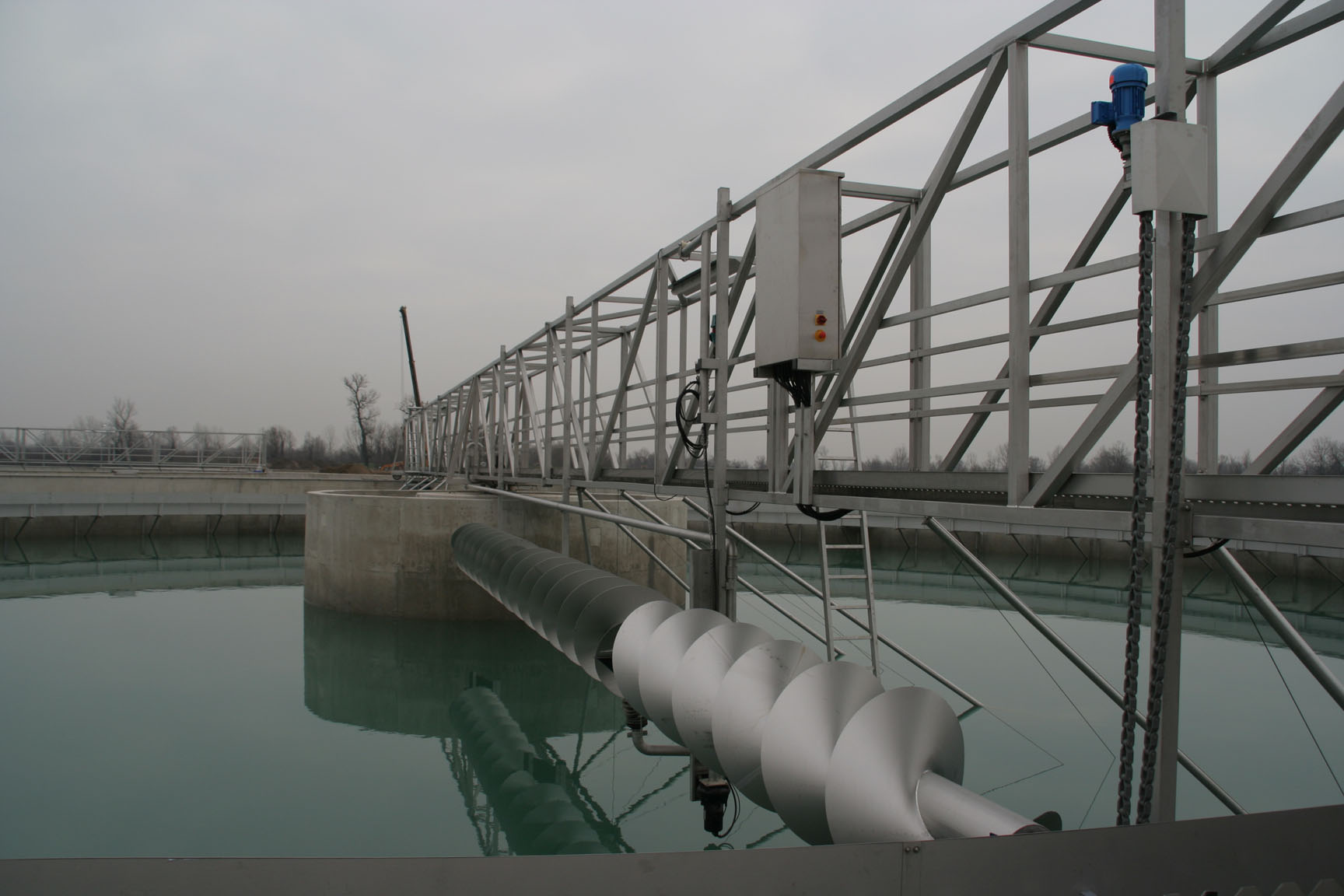
Schwimmschlammräumung mit schwimmenden Förderschnecken

Insbesondere durch Denitrifikation und Entwicklung von Bakterien mit stark Wasser abstoßenden Zelloberflächen (z. B. von „Nocardia“) kann es im Nachklärbecken zur Bildung einer Schwimmschlammdecke (nicht zu verwechseln mit dem „Blähschlamm“, siehe oben) kommen. Dies kann dann dazu führen, dass sich im Extremfall mehrere Dezimeter starke Schlamm- und Schaumschichten auf dem Becken ausbreiten.
Die Schwimmschlamm verursachenden fadenförmigen Bakterien bilden sich oft bei erhöhtem Zufluss von wasserabweisenden Stoffen und oberflächenaktiven Substanzen (Tenside, Öle, Fette, Seifen), die aber auch im Reinigungsprozess selbst entstehen können.
Bei unzureichender Funktion des Schwimmschlammräumers bzw. zu kleinen Tauchwänden vor der Ablaufschwelle kann dadurch ungewollter Schlammabtrieb auftreten, der die Ablaufwerte der Kläranlage nachteilig beeinflusst. Die Bildung von Schwimmschlamm kann sowohl durch die Zugabe von Flockungsmittel wie auch durch einen Schlammabzug von der Oberfläche des Beckens unterdrückt werden. Letzteres gelingt durch die Sicherstellung einer ausreichenden Schlammräumung aus dem Nachklärbecken sowie der Denitrifikation im Belebungsbecken.
Für die Schwimmschlammräumung werden im deutschsprachigen Raum immer öfter Schwimmschlamm-Räumsysteme eingesetzt, bei denen an der Wasseroberfläche angeordnete Förderschnecken den Schwimmschlamm zu einer Schlürfvorrichtung fördern. Mit der danach angeordneten Schwimmschlammpumpe wird der Schwimmschlamm über diese Schlürfvorrichtung aus den Becken abgezogen.

#### Energieverbrauch
Kläranlagen sollten auf den tatsächlichen Abwasseranfall bemessen sein. Übertriebene Reserven führen zu erhöhtem Energieverbrauch. Der Sauerstoffgehalt sollte auf die für den Prozess erforderlichen Werte beschränkt bleiben.
Die anaerobe Schlammstabilisierung kann zur Faulgasgewinnung (Brenngas, Gemisch aus im Wesentlichen Methan und Kohlenstoffdioxid) genutzt und dieses zur Heizung und/oder Elektrostrom-Erzeugung verwendet werden.

## Industrielles Abwasser
Die Bakterienkulturen benötigen ein bestimmtes Nähstoffverhältnis um optimal zu gedeihen. Allgemein spricht man beim Belebtverfahren von einem C:N:P Verhältnis von 100:5:1 (Bezogen auf BSB und die Elemente). Bei kommunalen Abwässern ist zwar in der Regel eine Kohlenstoffunterversorgung gegeben, aber es sind zumindest alle notwendigen Mineralstoffe enthalten. Bei industriellen Abwässern kann es zu einem kompletten Fehlen von Phosphor und Stickstoff kommen. Diese müssen dann, um Schlammwachstum und somit einen Kohlenstoffabbau zu gewährleisten, in den entsprechenden Verhältnissen zugegeben werden. Ebenso benötigen die Bakterien wie jedes andere Lebewesen bestimmte Spurenelement, die gegeben falls auch zudosiert werden müssen. Zudem ist darauf zu achten, dass ausreichen Pufferkapazität vorhanden ist, um durch die Nitrifikation und die Denitrifikation auftretende pH-Verschiebungen abzufedern.